# Bokeelia
Bokeelia ist ein census-designated place (CDP) im Lee County im US-Bundesstaat Florida. Das U.S. Census Bureau hat bei der Volkszählung 2020 eine Einwohnerzahl von 1.855 ermittelt.

## Geographie
Bokeelia befindet sich im Norden der Insel Pine Island. Die Insel ist über eine Brücke mit Cape Coral verbunden. Der CDP befindet sich 32 km westlich von Fort Myers sowie rund 210 km von Tampa und 260 km von Miami entfernt.

## Demographische Daten
Laut der Volkszählung 2010 verteilten sich die damaligen 1780 Einwohner auf 1385 Haushalte. Die Bevölkerungsdichte lag bei 77,7 Einw./km². 91,9 % der Bevölkerung bezeichneten sich als Weiße, 0,4 % als Afroamerikaner, 0,2 % als Indianer und 0,3 % als Asian Americans. 6,1 % gaben die Angehörigkeit zu einer anderen Ethnie und 1,0 % zu mehreren Ethnien an. 19,2 % der Bevölkerung bestand aus Hispanics oder Latinos.
Im Jahr 2010 lebten in 17,4 % aller Haushalte Kinder unter 18 Jahren sowie 44,5 % aller Haushalte Personen mit mindestens 65 Jahren. 64,1 % der Haushalte waren Familienhaushalte (bestehend aus verheirateten Paaren mit oder ohne Nachkommen bzw. einem Elternteil mit Nachkomme). Die durchschnittliche Größe eines Haushalts lag bei 2,21 Personen und die durchschnittliche Familiengröße bei 2,65 Personen.
16,8 % der Bevölkerung waren jünger als 20 Jahre, 16,1 % waren 20 bis 39 Jahre alt, 26,3 % waren 40 bis 59 Jahre alt und 40,8 % waren mindestens 60 Jahre alt. Das mittlere Alter betrug 55 Jahre. 51,2 % der Bevölkerung waren männlich und 48,8 % weiblich.
Das durchschnittliche Jahreseinkommen lag bei 49.704 $, dabei lebten 7,6 % der Bevölkerung unter der Armutsgrenze.
Im Jahr 2000 war Englisch die Muttersprache von 86,21 % der Bevölkerung und spanisch sprachen 13,79 %.

## Sehenswürdigkeiten
Folgende Objekte sind im National Register of Historic Places gelistet:
| - Hendrickson Fish Cabin at Captiva Rocks - Ice House at Captiva Rocks - Ice House at Point Blanco - Larsen Fish Cabin at Captiva Rocks - Leneer Fish Cabin at Captiva Rocks - Norton Fish Cabin at Captiva Rocks | - Mark Pardo Shellworks Site - Pine--Aire Lodge - Punta Gorda Fish Company Cabin - Useppa Island Site - Whidden Fish Cabin at Captiva Rocks |